# Bølling (okres klimatyczny)
Bølling – interstadiał w czasie późnego glacjału. Jest cieplejszym okresem pomiędzy najstarszym a starszym dryasem. Trwał od ok. 11 720 p.n.e. do 11 590 p.n.e. Nazwa pochodzi od jeziora o tej samej nazwie w środkowej Jutlandii.
Tuż po minimum klimatycznym najstarszego dryasu następuje stałe ocieplenie, co widać np. po wzroście pyłków bylicy (Artemisia) w profilach pyłkowych. Ten okres czasem zaliczany był już do Bøllingu jako jego bezdrzewna faza. Dopiero jednak wzrost pyłków brzozy oznacza początek prawdziwego interstadiału. Ta pierwsza faza w Polsce charakteryzuje się wzrostem pyłków brzozy omszonej (Betula pubscens) oraz rokitnika (Hippopliae). W tej tundrze parkowej oprócz brzozy omszonej występowała osika, ważnym składnikiem była sosna. Średnia temperatura lipca to ok. 12 °C.
W Europie południowo-zachodniej Bølling zaznacza się bardzo słabo, często nie był wydzielany.
W tym czasie obserwowana jest także zmiana fauny Niżu Europejskiego. Zamiast rena tundrowego pojawia się ren leśny, pojawia się tur. 
Z początkiem Bøllingu wiązany jest pas moren Göteborg Fäjaras – Bredåkra, natomiast w największej regresji lądolód dotarł do jeziora Bolmen. Z regresją lodowca wiąże się powstawanie jezior zastoiskowych, które na początku tego interstadiału utworzyły Bałtyckie Jezioro Lodowe.
Oscylację Bøllingu zakończyło krótkotrwałe ochłodzenie, zwane Starszym Dryasem, które zaczęło się ok. 10 100/10 000 lat p.n.e.